# 紅翅黑鸝
紅翅黑鸝（學名：Agelaius phoeniceus），亦作紅翅烏鶇、美洲红翼鸫，是黑鸝屬的一種鳥類，主要分布於北美洲。分有多個族群，北部的族群在冬季飛往南部過冬，此外在薩爾瓦多西部、洪都拉斯西北部和哥斯達黎加西北部有獨立的族群。數量極多，是北美洲數量最多的陸禽，學者對這種鳥也有極為透徹的研究。紅翅黑鸝的兩性異形特征十分明顯，雄性通體黑色、有紅色的肩部和黃色色帶，雌性通體深褐色，無其他明顯特征。紅翅黑鸝是雜食動物，以植物種子和昆蟲為食。

## 分類
紅翅黑鸝是黑鸝屬（Agelaius）下的十一個種之一，而該屬所在的擬黃鸝科（Icteridae）下所有生物均只生活在南美洲和北美洲。卡爾·林奈在《自然系統》中將其學名定爲Oriolus phoeniceus，但後來在1816年由路易·皮埃尔·维埃约移入黑鸝屬。其屬名來自古希臘語的拉丁轉寫詞agelaios，意思是“一羣中的”，種加詞phoeniceus來自拉丁語，意思是“深紅色”。
紅翅黑鸝有多個亞種，大多數看起來極爲相似。只有加利福尼亞州和墨西哥中部的A. p. gubernator之間色彩區別明顯。實際上它們與紅翅黑鸝的關係還存疑。

## 描述

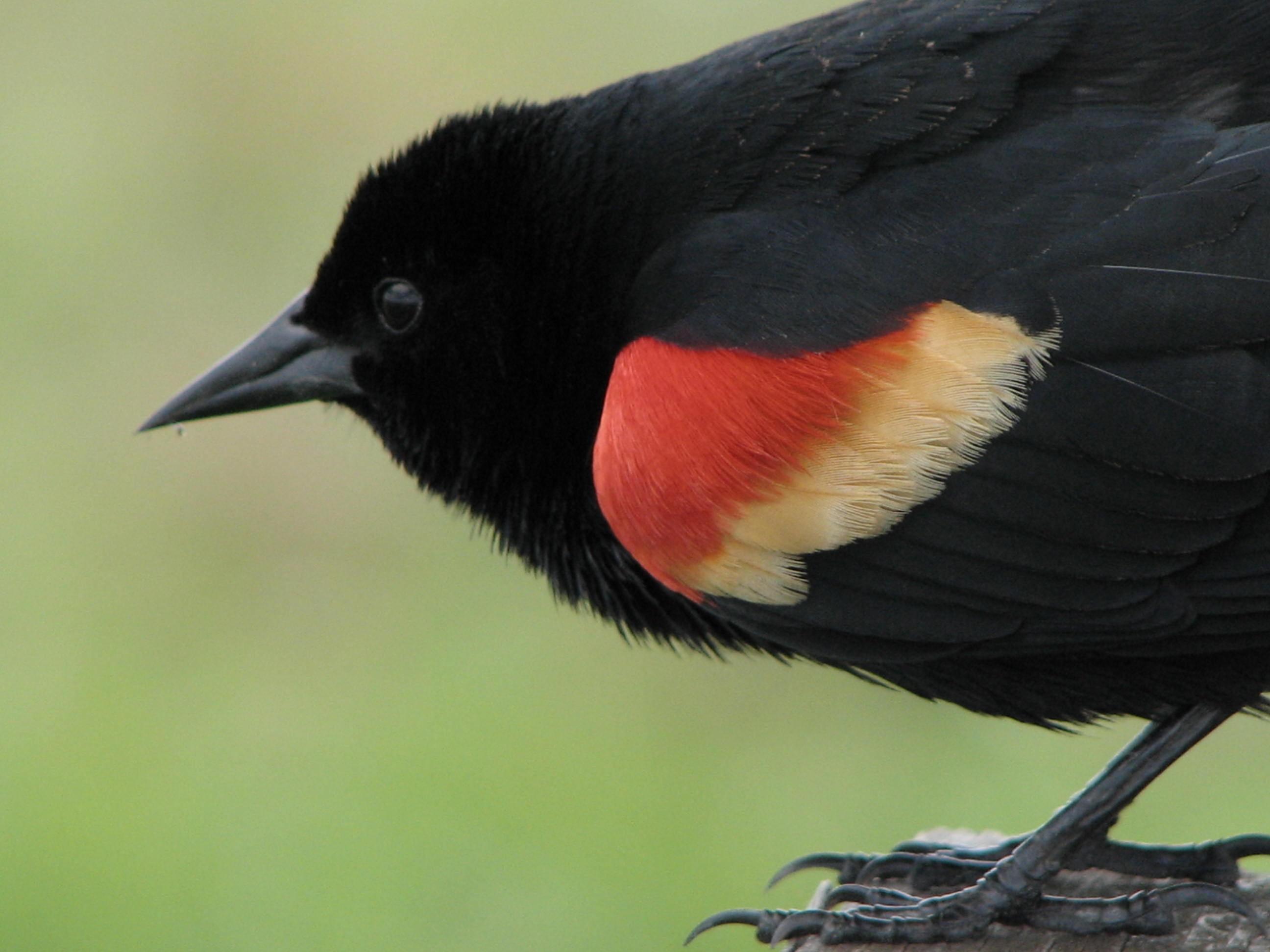
翅膀鮮艷的羽色是紅翅黑鸝的特徵

其常用名來自雄性的黑色羽毛和紅色肩部，後者無論是飛行中還是棲息时都很明顯。除去有三色黑鸝的美國西部以外，紅翅黑鸝在大多數地區都很容易辨認。雌性通體黑褐色，羽毛並不鮮豔。雌性比雄性小，雌性體長17—18（6.7—7.1英寸）、重約41.5克（1.46盎司），雄性體長22—24（8.7—9.4英寸）、重約64克（2.3盎司）。最小的雌性個體體重低至29克（1.0盎司），最重的雄性可達82克（2.9盎司）。翅膀長度8.1—14.4（3.2—5.7英寸），尾巴長6.1—10.9（2.4—4.3英寸），嘴峰長1.3—3.2（0.51—1.26英寸），跗骨長2.1（0.83英寸）。兩性的喙都很尖銳，連同眼睛、跗蹠在內均是黑色的。
幼鳥羽毛和成年雌性相似，但下半身更淺，且羽毛邊緣呈淺黃色。紅翅黑鸝有多種聲音，一種是發音像是用喉音發出的“check”、一種是含糊的哨子樣的“terrr-eeee”。雄性在展示羽毛時會發出尖厲的“oak-a-lee”聲。雌性也會歌唱，一般聲音類似“chit chit chit chit chit chit cheer teer teer teerr”。

## 分佈
紅翅黑鸝自阿拉斯加南部到尤卡坦半島、加利福尼亞州沿海到加拿大東部都有分佈。加拿大等北部地區是繁殖區，這些地區的紅翅黑鸝都是候鳥，而南部則大多是留鳥。每年九月到十月間是遷徙季節，但有時八月也會出現紅翅黑鸝遷徙的跡象。
紅翅黑鸝生活在開闊的草地上，尤其偏愛濕地，這其中又以生長香蒲之地為最。不過在草原和荒廢地上也常能找到它們。

## 外部連結
- 互聯網鳥類收藏上有关Red-winged blackbird的錄像、照片和音頻
- Red-winged blackbird – eNature.com
- Florida bird sounds including red-winged blackbird （页面存档备份，存于） - Florida Museum of Natural History
- 母红翅黑鹂的叫声
- 紅翅黑鸝的图片